# Bridgton
Bridgton ist eine Town im Cumberland County des Bundesstaates Maine in den Vereinigten Staaten. Im Jahr 2020 lebten dort 5418 Einwohner in 4282 Haushalten auf einer Fläche von 166,4 km².

## Geografie
Nach den Angaben des United States Census Bureaus hat Bridgton eine Fläche von 166,4 km², wovon 147,1 km² aus Land und 9,3 km² aus Gewässern bestehen.

### Geografische Lage
Bridgton befindet sich im Nordwesten des Cumberland Countys und liegt zwischen dem Long Lake im Norden und der Town Denmark, im Oxford County im Süden. Im Norden und Nordwesten schließen sich Sweden und Waterford, im Oxford County an. Im Nordosten Harrison und im Südosten Naples und Sebago. Der Long Lake trennt Bridgton von Harrison. Durch den Long Lake, vorbei an Naples führt eine Wasserstraße über den Songo River bis zum Sebago Lake. Es gibt weitere sieben Seen auf dem Gebiet des Ortes. Die wichtigsten Flüsse sind der Steven’s Brook, der Auslauf des Crotched Lakes und der Willett’s and Martin Brooks. Die Oberfläche der Town ist hügelig, durchsetzt mit Seen und Hügelketten. Die höchste Erhebung ist der 611 m hohe Pleasant Mountain.

### Nachbargemeinden
Alle Entfernungen sind als Luftlinien zwischen den offiziellen Koordinaten der Orte aus der Volkszählung 2010 angegeben.
- Norden: Sweden, Oxford County, 8,9 km
- Nordosten: Waterford, 5,8 km
- Osten: Harrison, 8,7 km
- Südosten: Naples, 10,3 km
- Süden: Sebago, 10,2 km
- Südwesten: Denmark, Oxford County, 9,8 km
- Westen: Fryeburg, Oxford County, 24,1 km

### Stadtgliederung
Auf dem Gebiet der Town Bridgeton liegen mehrere Ortschaften. Der namengebende Census-designated place Bridgton liegt im Zentrum Bridgetons. Er beginnt an der Route 302 nahe der Meadow Road und reicht über die Main Street am Highland Lake vorbei bis zum Civil-War-Denkmal. Hier befinden sich außer Geschäften, dem Bridgton Hospital und einem Kino die Stevens Brook Elementary School, die Bridgton Memorial School, das Bridgton Community Center und der Pondicherry Park, ein Stück Land bestehend aus Wald, Feuchtwiesen und Bächen. Das Village North Bridgton liegt westlich des Long Lake an der Grenze zu den Towns Waterford und Harrison und hat einen eigenen ZIP-Code (04057), der allerdings nur für die Postfächer im North Bridgton Post Office gilt. South Bridgton liegt abseits der Route 107 an der Grenze zu Sebago, unweit von Adams Pond. Unweit davon liegt an der Denmark Road die Siedlung Sandy Creek, auch Pinhook genannt. West Bridgton erstreckt sich hauptsächlich an der Route 302 von der Feuerwache am Cedar Drive entlang des Moose Pond bis zum Shawnee Peak und grenzt im Westen an Fryeburg und im Süden an Denmark. Weitere Ansiedlungen sind Ingalls (Ingalls Hill),  Pumpkin Valley  und The Ridge.

### Klima
|                       | Jan   | Feb   | Mär  | Apr  | Mai  | Jun  | Jul  | Aug  | Sep  | Okt  | Nov  | Dez   |   |      |
| Mittl. Tagesmax. (°C) | −1,5  | 0,2   | 5,2  | 12,0 | 19,3 | 23,6 | 26,1 | 25,2 | 20,9 | 14,6 | 7,4  | 0,6   | ⌀ | 12,9 |
| Mittl. Tagesmin. (°C) | −13,9 | −13,1 | −6,8 | −0,8 | 5,2  | 10,7 | 13,6 | 12,7 | 8,0  | 2,2  | −2,4 | −10,0 | ⌀ | 0,5  |
|                       |       |       |      |      |      |      |      |      |      |      |      |       |   |      |
| Niederschlag (mm)     | 95    | 84    | 96   | 100  | 89   | 100  | 100  | 96   | 87   | 118  | 119  | 99    | Σ | 1183 |
|                       |       |       |      |      |      |      |      |      |      |      |      |       |   |      |
| Regentage (d)         | 9     | 7     | 8    | 9    | 11   | 12   | 11   | 10   | 9    | 10   | 10   | 9     | Σ | 115  |

| −13,9 |

| −13,1 |

| −6,8 |

| −0,8 |

| 5,2 |

| 10,7 |

| 13,6 |

| 12,7 |

| 8,0 |

| 2,2 |

| −2,4 |

| −10,0 |

| −13,9 |

| −13,1 |

| −6,8 |

| −0,8 |

| 5,2 |

| 10,7 |

| 13,6 |

| 12,7 |

| 8,0 |

| 2,2 |

| −2,4 |

| −10,0 |

Die mittlere Durchschnittstemperatur in Bridgton liegt zwischen −7,7 °C  im Januar und 19,8 °C im Juli. Damit ist die town gegenüber dem langjährigen Mittel der USA um etwa 5 Grad kühler, aber knapp 1 Grad wärmer als im Mittel Maines. Die mittlere jährliche Schneefallhöhe beträgt ca. 2,0 m, mit Niederschlägen zwischen Oktober und April und einem Spitzenwert im Januar von 53 cm. Die tägliche Sonnenscheindauer liegt zwischen März und November am unteren Rand des Wertespektrums der USA.

## Geschichte
Bridgton wurde im Jahr 1761 als Grant an Benjamin Mullikin, Moody Bridges, Thomas Perley und weiteren Männern durch den Massachusetts General Court gegeben. Der Grant wurde in 86 Teile geteilt. 61 Teile wurden von den einzelnen Eigentümern in Besitz genommen, einer war für die Hilfe des Priesters, einer für den ersten Priester, der sich hier niederließ, einer für das Harvard College, einer für die Unterstützung der Schulen und einer für den ersten Siedler in diesem Gebiet. Die verbliebenen 20 Teile besaßen die Siedler in Gemeinschaftseigentum.
Die ersten Einwohner nannten ihren Ort Bridgton, zu Ehren von Moody Bridges der einer der ersten Siedler war. Zuvor wurde das Gebiet Pondicherry (nach der gleichnamigen indischen Stadt) genannt. Captain Benjamin Kimball verpflichtete sich im Jahre 1768 als Gegenleistung für die Gewährung einer Fläche, ein angenehmes Haus für die Unterhaltung zu bauen, ein Geschäft für Waren zu eröffnen und sich mit einem Schiff mit einem praktischen Segel bereitzuhalten, Fracht und Passagiere von Persontown bis an die Spitze des Long Lakes und zurück zu transportieren, zu einem festgesetzten Tarif, wann immer ein Siedler dies möchte. Dies für einen Zeitraum von sieben Jahren. Im selben Jahr schlossen die Eigentümer der Grants auf dieselbe Art mit Jacob Stevens einen Vertrag, in dem festgelegt wurde, dass dieser eine Sägemühle und eine Kornmühle zu bauen und zu unterhalten habe, die am Auslauf des Crotched Ponds, seitdem bekannt als Stevens Brook errichtet wurde. Im Jahr 1782 wurden einige Grundstücke am Ufer des Long Lakes jenen Siedlern als Belohnung gegeben, die den größten Fortschritt in der Nutzbarmachung des Landes und der Errichtung der Gebäude gemacht hatten, dies als  Belohnung für ihre Verdienste (engl. merited). Seitdem sind diese Grundstücke unter dem Namen merited lots bekannt.
Die Town Bridgton wurde am 7. Februar 1794 gegründet. Danach stieg stetig der Wohlstand und auch die Bevölkerung wuchs. Im Jahr 1805 wurde der Teil von Bridgton, der auf der östlichen Seite des Long Lakes lag, etwa 3440 ha (8500 ac) ausgegliedert und die town Harrison wurde gegründet. Der südöstliche Teil der town, etwa 1011 ha (2500 ac), wurde im Jahr 1834 für die Gründung der town Naples abgeteilt. Dafür erhielt Bridgeton im Jahr 1847 Land im Westen von Fryburg und Denmark. Etwa 1416 ha (3500 ac) kamen neu hinzu. Die town ist etwa 12.140 ha (30.000 ac) groß. Der Boden ist als Ackerland sehr geeignet.

### Einwohnerentwicklung
| Volkszählungsergebnisse - Town of Bridgton, Maine | Volkszählungsergebnisse - Town of Bridgton, Maine | Volkszählungsergebnisse - Town of Bridgton, Maine | Volkszählungsergebnisse - Town of Bridgton, Maine | Volkszählungsergebnisse - Town of Bridgton, Maine | Volkszählungsergebnisse - Town of Bridgton, Maine | Volkszählungsergebnisse - Town of Bridgton, Maine | Volkszählungsergebnisse - Town of Bridgton, Maine | Volkszählungsergebnisse - Town of Bridgton, Maine | Volkszählungsergebnisse - Town of Bridgton, Maine | Volkszählungsergebnisse - Town of Bridgton, Maine |
| Jahr                                              | 1700                                              | 1710                                              | 1720                                              | 1730                                              | 1740                                              | 1750                                              | 1760                                              | 1770                                              | 1780                                              | 1790                                              |
| ------------------------------------------------- | ------------------------------------------------- | ------------------------------------------------- | ------------------------------------------------- | ------------------------------------------------- | ------------------------------------------------- | ------------------------------------------------- | ------------------------------------------------- | ------------------------------------------------- | ------------------------------------------------- | ------------------------------------------------- |
| Einwohner                                         |                                                   |                                                   |                                                   |                                                   |                                                   |                                                   |                                                   |                                                   |                                                   | 329                                               |
| Jahr                                              | 1800                                              | 1810                                              | 1820                                              | 1830                                              | 1840                                              | 1850                                              | 1860                                              | 1870                                              | 1880                                              | 1890                                              |
| Einwohner                                         | 646                                               | 882                                               | 1160                                              | 1541                                              | 1987                                              | 2710                                              | 2556                                              | 2685                                              | 2863                                              | 2605                                              |
| Jahr                                              | 1900                                              | 1910                                              | 1920                                              | 1930                                              | 1940                                              | 1950                                              | 1960                                              | 1970                                              | 1980                                              | 1990                                              |
| Einwohner                                         | 2868                                              | 2660                                              | 2546                                              | 2659                                              | 3035                                              | 2950                                              | 2707                                              | 2967                                              | 3528                                              | 4307                                              |
| Jahr                                              | 2000                                              | 2010                                              | 2020                                              | 2030                                              | 2040                                              | 2050                                              | 2060                                              | 2070                                              | 2080                                              | 2090                                              |
| Einwohner                                         | 4883                                              | 5210                                              | 5418                                              |                                                   |                                                   |                                                   |                                                   |                                                   |                                                   |                                                   |

## Kultur und Sehenswürdigkeiten

### Bauwerke
Auf dem Gebiet der Town of Bridgton sind die folgenden Bauwerke in das National Register of Historic Places aufgenommen:
| NRIS-ID  | Bezeichnung                          | Adresse               | MPS                        | NRHP seit     |
| -------- | ------------------------------------ | --------------------- | -------------------------- | ------------- |
| 05001440 | Lt. Robert Andrews House             | 428 S. Bridgton Rd.   |                            | 21. Dez. 2005 |
| 88000390 | Benjamin Cleaves House               | S. High St.           |                            | 20. Apr. 1988 |
| 88003020 | Dalton Holmes Davis Memorial Library | Main St.              | Maine Public Libraries MPS | 5. Jan. 1989  |
| 75000098 | William F. Perry House               | 6 Main Hill           |                            | 25. Sep. 1975 |
| 84001361 | Stone House                          | Burnham Rd.           |                            | 19. Juli 1984 |
| 90000924 | Wales and Hamblen Store              | 134 Main St.          |                            | 14. Juni 1990 |
| 83003639 | Walker Memorial Hall                 | Lower Ridge Rd.       |                            | 29. Dez. 1983 |
| 80000229 | Farnsworth House                     | Maine State Route 117 |                            | 14. Nov. 1980 |
| 89000254 | Peabody-Fitch House                  | Ingalls Road          |                            | 7. Apr. 1989  |
| 87000947 | South Bridgton Congregational Church | Fosterville Rd.       |                            | 25. Juni 1987 |
| 13000834 | John and Maria Webb House            | 121 Main St.          |                            | 16. Okt. 2013 |

## Wirtschaft und Infrastruktur

### Verkehr
Durch Bridgton verläuft von Südosten nach Nordwesten der U.S. Highway 302, er verbindet Bridgton im Nordwesten mit Fryburg und im Süden mit Portland. Die Maine State Route 117 kreuzt ihn aus Südwesten kommend und nach Nordosten führend. An ihr, in der Nähe des Villages Bridgton, mündet die Maine State Route 107.

### Öffentliche Einrichtungen
In Bridgton an der Church Street befindet sich die Bridgton Public Library.
Das Bridgton Hospital bietet medizinische Versorgung für die Bewohner von Bridgton und der umliegenden Towns.

### Bildung
Bridgton gehört mit Casco, Naples und Sebago zum Maine School Administrative District 61.
Im Schulbezirk stehen folgende Schulen zur Verfügung:
- Sebago Elementary School in Sebago
- Songo Locks School in Naples
- Stevens Brook School in Bridgton
- Lake Region Middle School in Naples
- Lake Region High School in Naples
- Lake Region Vocational Center in Naples
- Lake Region - Fryeburg Area Adult Education in Casco

## Persönlichkeiten

### Söhne und Töchter der Stadt
- Henry B. Cleaves (1840–1912), Politiker

### Persönlichkeiten, die vor Ort gewirkt haben
- Nathaniel Littlefield (1804–1882), Politiker
- Luther F. McKinney (1841–1922), Politiker